# Plymouth Barracuda
Plymouth Barracuda — двухдверный автомобиль сегмента Pony Car производства Plymouth, подразделения Chrysler Corporation. С 1964 по 1974 год сменилось три поколения Barracuda.

## Первое поколение
В начале-середине 1960-х годов все американские производители стали предлагать спортивные компактные автомобили, названные Pony Car. Chrysler выбрал платформу Plymouth Valiant для создания автомобиля в этом классе.
Первоначально руководители Plymouth хотели назвать новый автомобиль «Panda», но эта идея была непопулярна у дизайнеров автомобиля. В конце концов Джон Самсэн предложил название «Barracuda», которое и было выбрано.
Первые Barracuda использовали в качестве платформы Valiant с колёсной базой 2692 мм. Капот, обрамление фар, лобовое стекло, вентиляционные окна, квартал панелей и бамперов были идентичны базовой модели, а все остальные элементы кузова и стёкла были новыми. Этот гибридный подход к дизайну значительно уменьшал трудоёмкость проектирования и стоимость оснастки для новой модели. Компания Pittsburgh Plate Glass (PPG) в сотрудничестве с дизайнерами Chrysler спроектировали заднее стекло площадью 1,33 м², крупнейшее на стандартных автомобилях того времени.
Силовые агрегаты тоже были идентичны Valiant, в том числе две версии Chrysler Slant-6 с шестью цилиндрами. Стандартным двигателем был Chrysler Slant-6 170 мощностью 101 л. с. (75 кВт), Slant-6 225 (3,7 л) мощностью 145 л. с. (108 кВт) предлагался как опция. Цена базовой Barracuda составляла $2512.
Самый мощным вариантом в 1964 году был Chrysler LA 273 V8 (4,5 л). Компактный и относительно лёгкий двигатель был оснащён двухкамерным карбюратором и производил 180 л. с. (130 кВт).
В 1965 году Slant-6 225 стал базовым двигателем на рынке США, хотя 170-й оставался базовым двигателем в Канаде. 273-й двигатель в обновлённой версии Commando имел четырёхкамерный карбюратор, увеличенную степень сжатия (10,5) и более агрессивный распредвал. Эти и другие обновления увеличили мощность двигателя до 235 л. с. (175 кВт).

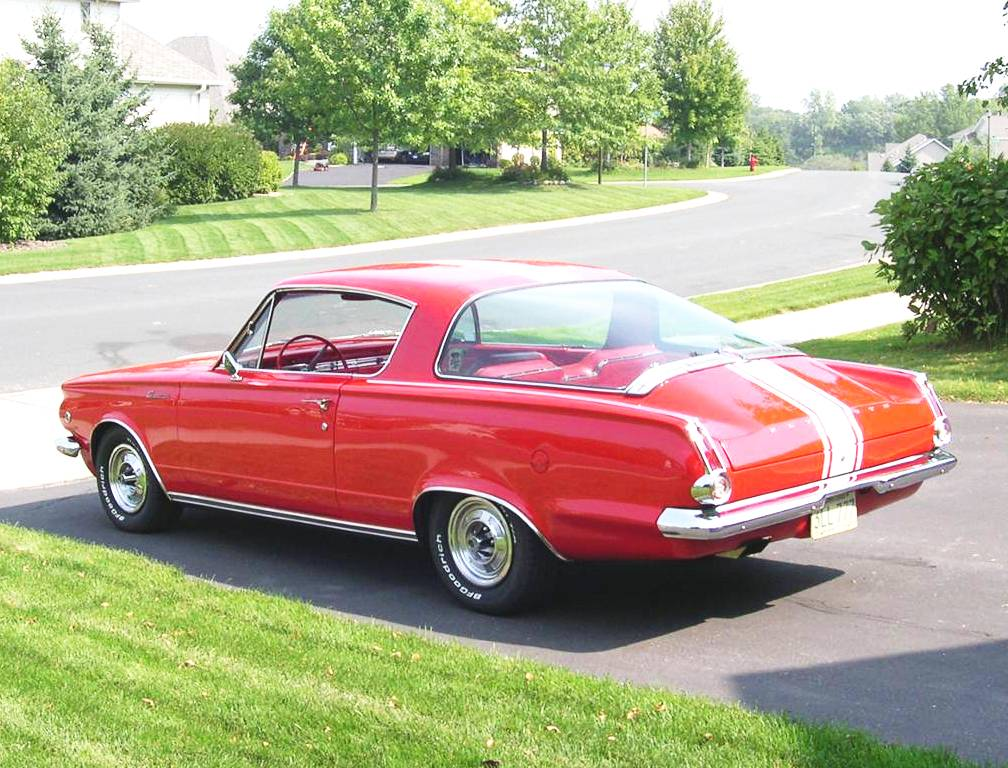
Barracuda Formula S 1965 года

Также в 1965 году был введён «пакет S». Он включал двигатель V8 Commando, обновлённую подвеску, большие колеса и шины, специальные эмблемы и тахометр. Дисковые тормоза и устанавливаемый на заводе кондиционер стали доступны после 1965 модельного года.
В 1966 году Barracuda получил новые задние фонари и приборную панель, на которой нашлось место для указателя давления масла и тахометра. Была переработана передняя часть, полностью позаимствованная у Valiant.
Хотя первые Барракуды были в значительной степени основаны на «Plymouth Valiant», Plymouth хотел, чтобы они воспринимались как различные модели и начал разработку модели нового поколения.

## Второе поколение
Второе поколение Barracuda было полностью переработано. Ещё разделяя многие компоненты с Valiant, Barracuda получила собственный ассортимент моделей, включая кабриолеты, фастбэк и хардтоп. Новый дизайн в стиле «Coke bottle styling» («стиль бутылки Коки») был разработан дизайнерами Джоном Э. Херлицем и Джоном Самсэном.
Конкуренция в пони-классе ужесточилась, и Плимут решил пересмотреть варианты двигателей Barracud’ы. В 1967 году к существующей гамме двигателей был добавлен Chrysler B 383 V8 (6,3 л) «большой» блок («big-block»), который был доступен только с «S-пакетом».
В 1968 году 273-е двигатели были заменены на двигатель Chrysler A 318 V8 (5,2 л) и появился новый Chrysler LA 340 V8 (5,6 л) с четырёхкамерным карбюратором. 383-й Super Commando был модернизирован (как и на Road Runner и Super Bee, но с более ограниченной мощностью до 300 л. с.).
Также в 1968 году Chrysler выпустил около 50 фастбэков Барракуд, оснащенных двигателем Chrysler RB 426 V8 Hemi (7,0 л). Эти автомобили имели лёгкие элементы, такие как лёгкие боковые стёкла, стекловолоконные передние крылья и капот с совком. В инструкции было указано, что автомобиль был предназначен не для использования на дорогах общего пользования, а для спортивных соревнований.
В 1969 году мощность 383-го двигателя была повышена до 330 л. с. (250 кВт).

## Третье поколение
Barracuda третьего поколения появился в 1970 году, утратив всю общность с Plymouth Valiant. Все новые модели, разработанные Джоном Э. Herlitz, были построены на более короткой и более широкой версии существующей платформы «Chrysler B», названной «Chrysler E». Совместное использование этой платформы было также начато Dodge Challenger, колёсная база которого, однако, была на 51 мм длиннее.

Были предложены три версии: базовая Barracuda (BH), ориентированная на роскошь Gran Coupe (ВР), и спортивная модель 'Cuda (BS).
Barracuda модели 1971 года отличалась четырёхфарной схемой головного света. В 1972 году вернулись к двухфарной системе, а также заменили задние фонари с двух квадратных на четыре круглых. С 1973 года бамперы оснащались «клыками» с резиновыми отбойниками.